# كأس ولي العهد البحريني لكرة القدم 2003
كأس ولي العهد البحريني لكرة القدم 2003 هي النسخة الثالثة من كأس ولي العهد البحريني لكرة القدم وجرت من 19 يونيو إلى 26 يونيو 2003 بمشاركة الفرق التي احتلت المراكز الأربع الأولى في بطولة دوري الدرجة الأولى لموسم 2002-2003.

## الدور النصف النهائي
| الرفاع | 1-3 | البسيتين |
| ------ | --- | -------- |
|        |     |          |

| المحرق | 0-4 | الأهلي |
| ------ | --- | ------ |
|        |     |        |

## المباراة النهائية
| الرفاع الغربي | 1-3 | المحرق |
| ------------- | --- | ------ |
|               |     |        |

- أوقف اللعب واعتبر الرفاع فائزاً بعد طرد خمسة لاعبين من المحرق.

## البطل
| كأس ولي العهد البحريني بطل 2003 |
| ------------------------------- |
| الرفاع اللقب الثاني             |